# Irokawa Daikichi
Irokawa Daikichi (色川大吉), né le 23 juillet 1925 et mort le 7 septembre 2021,, est un historien japonais.
Avec d'autres historiens comme Yasumaru Yoshio, il cherche à sortir de l'opposition entre des courants de pensée jugés comme extérieurs au pays, et qui agite l'historiographie du Japon lors de la seconde moitié du XXe siècle.
Influencé par les travaux de l'ethnologue Kunio Yanagita, il développe un courant dit d'« histoire du peuple » (民衆史, Minshūshi). Celui-ci se concentre sur la vie quotidienne de la population, et sur l'évolution de leurs valeurs.

## Sources